# Bahnhof Jacksonville

Der Bahnhof Jacksonville ist ein Bahnhof im Fernverkehr und wird von Amtrak betrieben. Er befindet sich in Jacksonville im Duval County in Florida.

## Geschichte
Der bestehende Fernbahnhof der Stadt wurde 1972 eröffnet. In den späten 2000er Jahren erörterten die Jacksonville Transportation Authority (JTA) und das Florida Department of Transportation (FDOT) die Möglichkeit, den Standort des Bahnhofes wieder in den zentraler gelegenen Stadtteil LaVilla zu verlegen. Der bis in die frühen 1970er Jahre bestandene Bahnhof an dieser Stelle wurde zum Prime F. Osborn III Convention Center umgebaut. Die Idee ist es, in Nachbarschaft dieses Kongresszentrums einen völlig neuen, zeitgemäßen Verkehrsknoten zwischen Straße und Schiene zu errichten.
Eine erste Gleisanbindung erhielt die Stadt, als im Mai 1860 die Florida Atlantic and Gulf Central Railroad (GA&GC) fertiggestellt wurde, die die Golf- mit der Atlantikküste Floridas verband. Während des Amerikanischen Bürgerkrieges erlitt die Strecke erheblichen Schaden. Sie wechselte mehrmals ihren Besitzer, bis sie Anfang des 20. Jahrhunderts schließlich in Besitz der Seaboard Air Line Railroad kam. Mit Gründung der Amtrak im Jahr 1971 kam der Bahnhof schließlich an diese Bahngesellschaft.
Von Dezember 1988 bis Oktober 1994 war der Bahnhof die Endstation des aus New York City kommenden Palmetto. Bis Februar 1995 wurde die Linie kurzzeitig bis Tampa verlängert, bevor der Service aufgrund von Budgetkürzungen zwischenzeitlich ganz eingestellt wurde. Unter dem Namen Silver Palm wurde er im November 1996 wieder auf der Strecke bis Tampa eingeführt und im Mai 2002 in Palmetto zurückbenannt. Letztlich wurde die Linie im November 2004 auf die Strecke New York City – Savannah (Georgia) verkürzt, wodurch Jacksonville seitdem nicht mehr bedient wird.
Die Linienführung des von Amtrak betriebenen Fernreisezugs Sunset Limited, der 1971 eingeführt wurde und zunächst von Los Angeles nach New Orleans führte, wurde 1993 nach Jacksonville (später nach Miami und Orlando) verlängert. Nach den Auswirkungen des Hurrikans Katrina im August 2005 wurde die Linie jedoch wieder auf die ursprüngliche Strecke Los Angeles – New Orleans verkürzt.

## Anbindung
Der Bahnhof befindet sich rund fünf Kilometer nordwestlich des Stadtzentrums und nahe der Trasse der U.S. Highways 1 und 23. Er wird durch die Fernbusse von Amtrak Thruway Motorcoach mit dem Bahnhof Lakeland über Waldo, Gainesville, Ocala, The Villages, Wildwood und Dade City verbunden. Der Service ersetzt damit auf diesem Teilstück die frühere Palmetto-Verbindung nach Tampa mit den heutigen zusätzlichen Halten Gainesville, The Villages und Lakeland.

### Schiene
Neben dem Silver Meteor hält heute auch der Silver Star von Amtrak in Jacksonville.
| Linie         | Laufweg                                                                   |
| ------------- | ------------------------------------------------------------------------- |
| Silver Star   | Miami Airport – … – Palatka – Jacksonville – Savannah – … – New York City |
| Silver Meteor | Miami Airport – … – Palatka – Jacksonville – Jesup – … – New York City    |